# Bitcoin
Bitcoin – elektroniczny system gotówkowy peer-to-peer. Kryptowaluta bitcoin została wprowadzona w 2009 roku przez osobę, bądź grupę osób, o pseudonimie Satoshi Nakamoto. Nazwa Bitcoin odnosi się także do otwartoźródłowego oprogramowania węzłów (Bitcoin Core), tworzących sieć komputerową typu peer-to-peer (Bitcoin Network).
Cyfrowa waluta, która działa niezależnie od banków i rządów, polegająca na oprogramowaniu peer-to-peer i kryptografii.

## Podstawowe informacje
Odmiennie niż w przypadku większości walut (tzw. fiducjarnych lub inaczej fiat) bitcoin nie opiera się na zaufaniu względem emitenta centralnego. Bitcoin używa zdecentralizowanej bazy danych rozprowadzonej pomiędzy węzłami sieci peer-to-peer do przechowywania transakcji oraz kryptografii w celu zapewnienia podstawowych funkcji bezpieczeństwa, takich jak upewnienie się, że bitcoiny mogą być wydane tylko raz przez osobę, która je posiada w danym momencie.
Topologia peer-to-peer sieci bitcoin oraz brak administracji centralnej czynią manipulację wartości bitmonet poprzez produkcję większej ich ilości niewykonalną dla jakiejkolwiek instytucji rządowej czy innej organizacji lub jednostki, nadal możliwa jest jednak bańka spekulacyjna. Budowa bitcoina pozwala na anonimowe posiadanie własności oraz jej transfery.
Fundamenty pod blockchaina, na którym opiera się dzisiaj Bitcoin, stworzył w latach 80. ubiegłego wieku kryptolog David Chaum, który jako pierwszy opracował system do anonimowych, elektronicznych płatności. Bitcoin jest jedną z pierwszych implementacji konceptu zwanego kryptowalutą, pierwszy raz opisanego w 1998 r. przez Wei Daia na liście mailingowej cypherpunków.
Bitcoin opiera się na transferze kwot między rachunkami publicznymi przy użyciu kryptografii klucza publicznego. Wszystkie transakcje są publiczne i przechowywane w rozproszonej bazie danych. W celu zapobieżenia podwójnemu wydawaniu sieć implementuje rodzaj rozproszonego serwera czasowego, używając koncepcji łańcuchowych dowodów matematycznych wykonanych działań (proof of work, w skrócie PoW). Dlatego też cała historia transakcji musi być przechowywana w bazie, a w celu ograniczenia rozmiaru magazynu używane jest drzewo funkcji skrótu.

### Kontrowersje wokół postaci twórcy
W grudniu 2015 roku amerykańskie portale Wired i Gizmodo, po przeprowadzeniu śledztwa dziennikarskiego, zasugerowały, iż twórcą bitcoina może być australijski przedsiębiorca z branży IT – Craig Steven Wright. Australijski biznesmen w celu zakończenia spekulacji na swój temat oficjalnie przyznał się i przedstawił dowody, iż to on pod pseudonimem Satoshi Nakamoto stworzył najpopularniejszą wirtualną walutę, niemniej jednak społeczność bitcoina uważa, że to oszustwo. 20 maja 2024 roku doszło do rozprawy, podczas której sąd orzekł, że Craig Steven Wright nieuczciwie podawał się za Satoshiego Nakamoto. W orzeczeniu uznano, że nie jest on autorem ani właścicielem praw do Białej Księgi bitcoina, nie stworzył systemu Bitcoin ani nie działał pod tym pseudonimem w latach 2008–2011.

## Specyfikacja techniczna
Bitcoin jest implementacją konceptu b-money, autorstwa Wei Daia, oraz bitgold, autorstwa Nicka Szabo, opartą na sieci P2P. Zasady funkcjonowania systemu są opisane w specyfikacji technicznej stworzonej i opublikowanej w 2008 roku przez Satoshiego Nakamoto.

### Adresy
Każda osoba uczestnicząca w sieci bitcoin ma portfel zawierający dowolną liczbę par (prywatny/publiczny) kluczy kryptograficznych. Adresy bitcoinowe, które są generowane z kluczy publicznych za pomocą funkcji haszującej, działają jako miejsce źródłowe oraz miejsce docelowe dla wszystkich płatności. Odpowiadające im klucze prywatne autoryzują płatności tylko dla posiadającego je użytkownika. Adresy nie zawierają żadnej informacji na temat ich właściciela i są zazwyczaj anonimowe.
Adresy, w łatwej do odczytania przez człowieka formie, są ciągami tekstowymi o długości około 34 znaków składającymi się z liczb i liter w formie analogicznej do 16mfTR2HMw9zELLNezq2xvCnqRiPBLqwUC. Rozpoczynają się zawsze od liczby 1 lub 3, zawierają wielkie i małe litery oraz cyfry alfabetu łacińskiego z wykluczeniem cyfry 0, wielkiej litery O, wielkiej litery I i małej litery l. Użytkownicy bitcoina mogą posiadać wiele adresów, a właściwie mogą generować nowe adresy bez żadnych ograniczeń, ponieważ generowanie nowego adresu jest relatywnie szybkie, równe wygenerowaniu nowej pary kluczy prywatnego/publicznego, co nie wymaga nawet kontaktu z resztą sieci. Jest także wykorzystywany do jednoznacznej identyfikacji zapłaty za towar poprzez tworzenie unikalnego adresu bitcoin dla każdej transakcji, ponieważ obecnie sieć nie dopuszcza tytułu przelewu znanego z tradycyjnych form przekazu. Tworzenie jednorazowych adresów wykorzystywanych do pojedynczego celu może też pomóc w zachowaniu anonimowości użytkownika.

### Transakcje
Prywatne klucze kryptograficzne, których używa się do autoryzowania transakcji, mogą zostać zapisane na komputerze osobistym w stworzonym do tego celu oprogramowaniu, w przeznaczonej do tego aplikacji na smartfonie lub w tzw. portfelu sprzętowym. W każdym z tych przypadków bitcoiny mogą zostać przesłane na adres dowolnego uczestnika sieci bitcoin bez względu na to, w której części świata dany użytkownik się znajduje. Każdy bitcoin dzieli się na 100 000 000 mniejszych jednostek, zwanych satoshi.
Bitcoiny zawierają klucz publiczny, adres aktualnego posiadacza. Kiedy użytkownik A przetransferuje jakąś ilość monet do użytkownika B, A rezygnuje z ich posiadania, dodając do tych monet klucz publiczny, adres B oraz podpisując je własnym kluczem prywatnym. Następnie ogłasza wykonaną przez siebie transakcję w komunikacie wysłanym do sieci peer-to-peer. Reszta sieci sprawdza poprawność zastosowanych w transakcji podpisów cyfrowych oraz ilości monet przed jej zaakceptowaniem.

### Łańcuch bloków

Łańcuch główny (czarny) składa się z najdłuższej serii bloków poczynając od bloku genezy (zielonego) i na bloku aktualnym kończąc. Bloki osierocone (fioletowe) istnieją poza łańcuchem głównym.

Dowolna transakcja rozesłana do innych węzłów nie staje się „oficjalna”, zanim nie zostanie potwierdzona na wspólnie utrzymywanej, oznakowanej znacznikami czasu liście wszystkich znanych transakcji, to jest łańcuchu bloków. Potwierdzenie to jest oparte na systemie matematycznych dowodów wykonanych działań, zwanym inaczej proof of work, w celu zapobieżenia podwójnemu wydawaniu oraz fałszerstwu.
Bardziej szczegółowo: każdy węzeł generujący (emitent) zbiera wszystkie niepotwierdzone transakcje, które zna w kandydacie na blok – pliku zawierającym między innymi kryptograficzne hashe poprzedniego poprawnego bloku znanego temu węzłowi. Następnie próbuje obliczyć kryptograficzny hash tego bloku z określonymi cechami, co wymaga z góry przewidywalnej liczby prób i błędów. Kiedy znajdzie rozwiązanie, ogłasza je reszcie sieci. Węzły otrzymujące nowo rozwiązany blok sprawdzają jego poprawność przed zaakceptowaniem i dodaniem do łańcucha.
Ostatecznie łańcuch bloków zawiera kryptograficzną historię zmian posiadania wszystkich monet, poczynając od adresu ich emitenta aż po adres aktualnego posiadacza. Dlatego właśnie jeżeli użytkownik spróbuje ponownie wykorzystać wydane wcześniej monety, sieć odrzuci próbę wykonania takiej transakcji.
1 sierpnia 2017 roku podczas rozdzielenia głównego łańcucha bloków narodził się Bitcoin Cash. Generowanie nowych bitmonet ma charakter probabilistyczny – może na nie trafić każdy użytkownik sieci aktywnie weryfikujący transakcje po spełnieniu określonego warunku, statystycznie bardzo mało prawdopodobnego. Generowanie bitmonet jest często nazywane wydobywaniem, poprzez analogię do wydobywania złota. Prawdopodobieństwo, iż dany użytkownik otrzyma partię monet, zależy od stosunku mocy obliczeniowej wniesionej do sieci za jego pośrednictwem do sumy mocy obliczeniowej wniesionej przez wszystkie węzły. Liczba bitmonet stworzona w partii nigdy nie jest większa niż 6,25 BTC (dane na maj 2020), a nagrody są zaprogramowane na zmniejszanie się w czasie aż do zera, tak aby nigdy nie mogło zaistnieć więcej niż 21 milionów monet. W miarę jak wypłaty będą się zmniejszać, oczekuje się, iż zbieranie opłat transakcyjnych będzie motywacją dla użytkowników do uruchamiania węzłów generujących. Proces zmniejszania nagród w czasie o połowę określamy mianem Bitcoin halving. Pierwsze nagrody wynosiły 50 bitcoinów, było to w roku 2009, w którym to powstał Bitcoin. Liczba ta zmniejsza się co ok. 4 lata o połowę”. 29 listopada 2012 roku, czyli niecałe 4 lata później miało miejsce pierwsze zmniejszenie tej sumy o połowę, czyli halving. Od tej pory wydobywający tę kryptowalutę otrzymywali już tylko 25 bitcoinów za wygenerowany blok. Kolejny halving miał miejsce 9 lipca 2016 roku i skutkował zmniejszeniem nagrody do 12,5 bitcoina za wygenerowany blok. Kolejny halving nastąpił 15 maja 2020 roku. Ostatni halving miał miejsce 19 kwietnia 2024 roku. Zmniejszanie wartości nagrody jest konieczne, aby zachować wartość kryptowaluty.
Wszystkie węzły generujące sieci współzawodniczą w celu bycia pierwszymi w znalezieniu, na zasadzie prób i błędów, rozwiązania zadania kryptograficznego dla przetwarzanego bloku kandydującego. Kiedy węzeł znajdzie takie rozwiązanie, ogłasza je reszcie sieci oraz deklaruje się posiadaczem nowej partii bitmonet. Węzły otrzymujące nowo rozwiązany blok sprawdzają jego poprawność przed zaakceptowaniem i dodaniem do łańcucha. Węzły mogą używać CPU, GPU, FPGA oraz ASIC. W praktyce od 2013 roku wszystkie liczące się „kopalnie” korzystają ze specjalizowanych układów ASIC. Użytkownicy mogą także generować bitmonety grupowo, takie grupowanie nazywa się „pool”.
Każdy blok jest generowany średnio co 10 minut. Każdy węzeł osobno co 2016 bloków (co w praktyce zajmuje średnio 2 tygodnie) rekalkuluje stopień trudności problemu, który próbuje rozwiązać, używając do tego średniej kroczącej, celującej w średnią liczbę bloków na godzinę. Jeżeli bloki są generowane zbyt szybko lub zbyt wolno, co zależy od zwiększającej lub zmniejszającej się mocy obliczeniowej całej sieci, stopień trudności odpowiednio wzrasta lub maleje.
Według danych Uniwersytetu Cambridge, wg stanu na drugą połowę 2022 roku Chiny są drugim co do wielkości dostawcą globalnej mocy obliczeniowej dla sieci Bitcoin, ustępując tylko Stanom Zjednoczonym.

### Opłaty transakcyjne
Transakcje mogą być darmowe, ale – w celu priorytetyzacji transakcji – może być uiszczana opłata wobec innych węzłów. Ponieważ węzły nie mają obowiązku zawierać transakcji w blokach, które generują, wysyłający transfery pieniężne za pomocą bitcoin mogą dobrowolnie wnieść opłatę transakcyjną. Przyśpiesza to transakcję oraz dostarcza zachęty dla użytkowników do uruchamiania oprogramowania generującego, ponieważ stopień trudności „wydobycia” wzrasta, a nagrody za blok z czasem maleją. Węzły zbierają opłaty transakcyjne powiązane ze wszystkimi transakcjami zawartymi w ich bloku kandydującym. Transakcje bardzo małe lub wykorzystujące monety stosunkowo nowe mają niski priorytet i mogą być obłożone opłatami transakcyjnymi w celu redukowania spamu. W wersji 0.3.23 oficjalnego klienta bitcoin minimalna opłata transakcyjna za transakcje niskiego priorytetu wynosi 0,0001 BTC.

## Bezpieczeństwo
Transakcje zapisane w łańcuchu bloków są nieodwracalne (…) każda próba zmiany jednego bloku pociąga za sobą zmianę całego następującego po nim łańcucha bloków. W wypadku próby oszustwa: zmiany albo wprowadzenia nieautoryzowanej transakcji, węzły blockchain w procesie weryfikacji odkryją niezgodność kopii z zapisami sieci, odmawiając jej uwzględnienia w łańcuchu bloków”.
Naukowcy szacują, że aby złamać sieć Bitcoin potrzebna byłaby moc obliczeniowa równa połowie Internetu. Wprowadzenie komputerów kwantowych będzie jednak wymagało wdrożenia nowych zabezpieczeń kryptograficznych.

## Ekonomia
Ekonomia waluty bitcoin jest w większości eksperymentalna (stan na grudzień 2010) oraz składa się głównie z wczesnych nabywców. Bitmonety są akceptowane zarówno jako zapłata za usługi internetowe, jak i za dobra materialne. Wiele organizacji przyjmuje dotacje przez bitcoin, choć sytuacja prawna w większości krajów nie jest w pełni określona – na przykład Electronic Frontier Foundation akceptowała dotacje płacone w bitcoin, ale chwilowo zawiesiła ich używanie, aby nie było żadnych wątpliwości prawnych ani księgowych. Użytkownicy wymieniają zwykłą walutę (euro, dolary, jeny, funty, ruble, złote) na bitcoin poprzez stworzone w tym celu serwisy internetowe, zwane kryptogiełdami. W odróżnieniu od innych walut ceny Bitcoina nie można jednak modelować za pomocą zmiennych makroekonomicznych i stóp procentowych.

### Kontrola emisji pieniądza

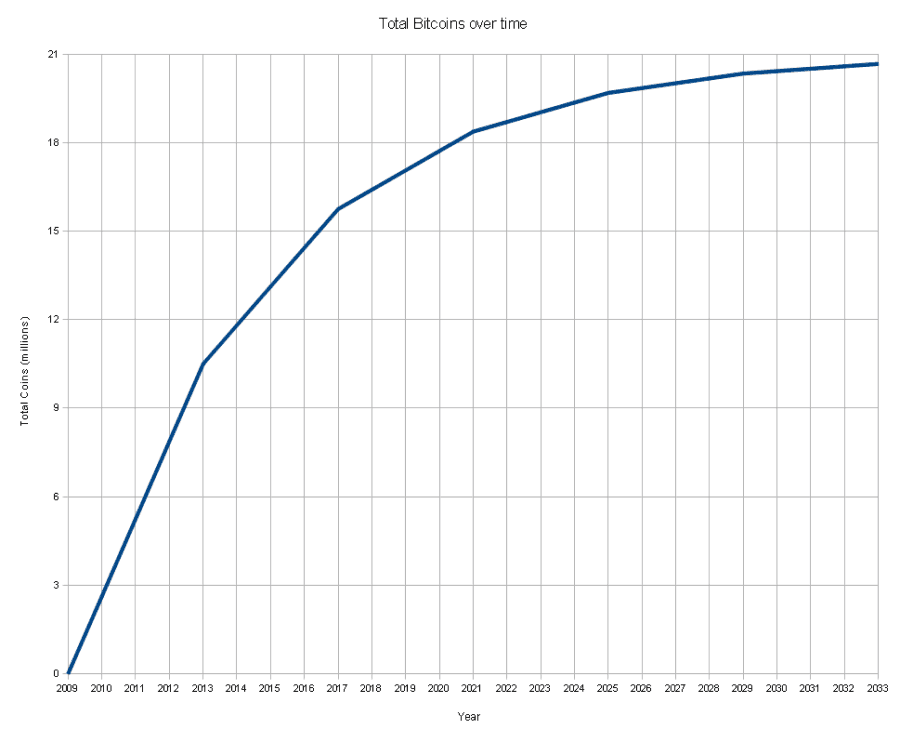
Prognozowany wzrost liczby bitmonet w czasie

Odmiennie niż w przypadku konwencjonalnej waluty fiducjarnej, dzięki rozproszonemu modelowi obiegu, emisja nowych bitcoinów nie jest kontrolowana bezpośrednio przez żadną pojedynczą osobę czy instytucję. Zamiast tego w oprogramowanie węzłów bitcoin jest na stałe wpisany mechanizm kontroli emisji nowych bitmonet, który jest z góry założony od początku jego istnienia i podany do wiadomości publicznej.
Emisja bitmonet jest funkcją wartości nominalnej wykonywanych transakcji. Transfery są wykonywane bezpośrednio przez uczestników transakcji, bez pośrednictwa innych operatorów finansowych. Ten tryb obiegu pieniądza powoduje, że raz zrealizowane za jego pomocą transakcje są nieodwracalne. Klienci sieci bitcoin zgłaszają transakcję do otaczających ich węzłów, które propagują informację o płatności do reszty sieci. Błędne lub niewłaściwe transakcje są odrzucane przez „zaufane” węzły. Każda nowa, pozytywnie zrealizowana transakcja generuje „nagrodę”, którą mogą dostać osoby angażujące moc swoich komputerów do utrzymywania całego systemu.
Całkowita liczba bitmonet dąży asymptotycznie do granicy 21 milionów. Stosunek wartości „nagród” do wartości transakcji jest stopniowo obniżana, w ten sposób, że co 210 000 nowych bloków operacji spada o połowę, a zatem spada też stopniowo emisja nowych bitmonet, nawet przy stałym wzroście wartości transakcji. W praktyce, jak dotąd emisja spada o połowę co mniej więcej 4 lata. W roku 2013 została wygenerowana połowa z planowanej liczby bitcoinów, a pod koniec 2016 zostało wygenerowane prawie ¾. Przy założeniu trwania wzrostu realnej wartości transakcji, jedynym sposobem ich obsłużenia przez system, stanie się w pewnym momencie deflacja, czyli wzrost wartości realnej jednej monety. Bitmonety są jednak podzielne na 108 części (co razem daje 2,1 × 1015 jednostek transakcyjnych), dzięki czemu, w dającej się przewidzieć przyszłości nie powinien wystąpić techniczny problem braku możliwości wykonywania drobniejszych transakcji, ze względu na za dużą wartość jednej bitmonety. W momencie zbliżenia się do granicy 21 milionów bitmonet, węzły praktycznie przestaną emitować nowy pieniądz, zaś system będzie finansowany już prawie wyłącznie z opłat transakcyjnych. Szacuje się, że praktycznie całkowite zakończenie emisji bitmonet nastąpi w 2140 r., jednakże 99% bitmonet będzie wydobytych około roku 2030, a 99.8% około roku 2040 – wynika to z ciągu geometrycznego stosowanego w podaży bitmonet – nagroda za blok jest zmniejszana o połowę co 210000 bloków (144 bloków na dzień – około 4 lata) – licząc od stycznia 2009 (powstania pierwszego bloku), i nagrody 50 bitmonet za blok.
1 BTC dzieli się na podjednostki, które nazywa się, stosując łacińskie przedrostki skalujące, podobnie jak jednostki wielkości fizyczne w układzie SI. Przykładowo:
- 1 mBTC (miliBTC) = 0,001 BTC = 10−3 BTC
- 1 μBTC (mikroBTC) = 0,000001 BTC = 10−6 BTC
- 1 satoshi = 0,00000001 BTC = 10−8 BTC (najniższa jednostka)[35]

### Następstwa
Możliwe scenariusze fiaska dla bitcoina zawierają dewaluację waluty, zmniejszającą się bazę użytkowników lub globalne sankcje rządowe skierowane przeciwko temu oprogramowaniu. Jednakże „zakazanie wszystkich krypto-walut podobnych do bitcoin” może się okazać niemożliwym. Decentralizacja oraz anonimowość wbudowana w bitcoin wygląda na reakcję na ataki rządu USA, skierowane przeciwko e-gold i Dolar Liberty. W dochodzeniowym artykule Irish Times Danny O’Brien relacjonował: „Kiedy pokazuję ludziom ekonomię bitcoin, oni pytają: 'Czy to jest legalne?'. Pytają: 'Czy to jest oszustwo?' Wyobrażam sobie, że są prawnicy i ekonomiści, którzy borykają się z odpowiedzią na oba te pytania. Przypuszczam, że wkrótce będzie można dopisać ustawodawców do tej listy.” W odniesieniu do osób fizycznych w prawie polskim, co do zasady, obowiązuje łacińska maksyma: quae non sunt prohibita, permissa intelleguntur – co nie jest zakazane, uważa się za dozwolone.

### Rynek
Zgodnie z założeniami wartość bitcoina powinna w długim horyzoncie czasowym rosnąć z powodu wbudowanego w system sztywnego ograniczenia podaży przy jednoczesnym wzroście popytu, związanym z coraz szerszą świadomością istnienia tej waluty. Waluta ulega zjawisku deflacji. Bitcoin debiutował na Mt.Gox 17 sierpnia 2010 z ceną 0,063 USD. Do października cena pozostawała praktycznie bez zmian, by wkrótce zacząć rosnąć i w kwietniu ustabilizować się na poziomie 1 USD, po czym wzrost stał się jeszcze bardziej dynamiczny, tak iż 8 czerwca 2011 cena osiągnęła 31,91 USD za BTC. Wkrótce potem nastąpił spadek i rok 2011 zakończył się kursem 4,72 USD/BTC. W 2012 utrzymywała się tendencja wzrostowa, jednak nie tak duża jak w roku poprzednim – listopad 2012 zakończył się kursem 12,56 USD. W 2013 obserwowany był ponowny wzrost. Na początku kwietnia 2013 kurs osiągnął 266 USD, a pod koniec listopada 2013 przekroczył 1200 USD. Przez następne lata cena bitcoin znajdowała się poniżej 1000 USD; wartość ta została ponownie przekroczona w 2017. W sierpniu 2017 cena bitcoina osiągnęła 4700 USD. W październiku 2017 kurs bitcoina przekroczył barierę 6000 USD, a w połowie listopada 2017 osiągnął 8200 USD. 17 grudnia 2017 bitcoin ustanowił kolejną granicę 20 000 USD. 2 lutego jego cena spadła jednak do 8000 USD a 5 lutego do 7500 USD. W grudniu 2018 i w styczniu 2019 cena jednego bitcoina sytuowała się już poniżej kosztów wydobycia kryptowaluty. Według JPMorgan Chase koszt wygenerowania jednego bitcoina w czwartym kwartale 2018 wyniósł 4060 dolarów, podczas gdy pod koniec grudnia 2018 cena jednej wirtualnej monety spadła 23 grudnia do 3887 USD. W styczniu 2019 obniżka ceny trwała nadal, kończąc miesiąc na poziomie 3500 dolarów za jednego bitcoina. Na przełomie 2020 i 2021 roku nastąpił kolejny, gwałtowny wzrost ceny kryptowaluty. Poprzednia granica 20 000 USD została przekroczona w połowie grudnia 2020, a już w kwietniu 2021 cena jednego bitcoina wyniosła 65 000 USD. W maju 2021, w wyniku zapowiedzi wprowadzenia regulacji dotyczących kryptowalut przez chiński rząd, serii tweetów Elona Muska na temat m.in. zablokowania płatności bitcoinem za samochody Tesli, czy sprzedaży przez firmę multimiliardera wcześniej zakupionych bitcoinów o wartości 1,5 mld USD, nastąpił nagły kryzys na rynku kryptowalut, a waluta straciła ponad 50% swojej wartości w stosunku do szczytowej ceny z kwietnia 2021 i usytuowała się na poziomie 37 000 USD.

### Pranie brudnych pieniędzy
Historia transakcji jest jawna i dostępna dla każdego, jednak anonimowość zapewnia niemożność jednoznacznego ustalenia, kto jest posiadaczem portfela o danym adresie. Daje to pewne możliwości w zakresie prania brudnych pieniędzy, z czym starają się walczyć odpowiednie instytucje na całym świecie. Europejskie prawo odnośnie do AML/CFT (przeciwdziałanie praniu brudnych pieniędzy i finansowania organizacji terrorystycznych) wymaga używania imiennego konta bankowego i odpowiednich tytułów przelewów przy kupowaniu i sprzedawaniu bitcoinów. Władze podatkowe mogą więc w pewnym stopniu kontrolować ten rynek. Obrót bitcoinem jest także pilnie śledzony przez Krajową Administrację Skarbową.
18 listopada 2013 roku na posiedzeniu komisji bezpieczeństwa wewnętrznego oraz spraw rządowych amerykańskiego Senatu, przedstawicielka Departamentu Sprawiedliwości Stanów Zjednoczonych Mythili Raman przyznała, że waluty wirtualne oferują legalne usługi finansowe i mają potencjał do zwiększenia efektywności handlu globalnego. Na posiedzeniu podkreślono jednocześnie, że waluty wirtualne ze względu na swoją anonimowość mogą być atrakcyjne dla przestępców.
W marcu 2022 roku, Financial Council Authority (FCA), brytyjski odpowiednik Komisji Nadzoru Finansowego, wydał oświadczenie, w którym zakazuje eksploatacji bitomatów w przestrzeni publicznej, aby zapobiegać praniu brudnych pieniędzy na terenie Wielkiej Brytanii. Określono działalność Bitomatów jako nielegalną i umożliwiającą przeprowadzanie nielegalnych transakcji.

### Fundusze inwestycyjne i handel instytucjonalny
Wraz ze wzrostem adopcji oraz kapitalizacji bitcoina, również duzi gracze zaczęli dostrzegać potencjał inwestycyjny pierwszej kryptowaluty. W ten sposób w 2013 roku powstał fundusz inwestycyjny Grayscale, który w całości skupia się na inwestycjach w kryptowaluty. W tym samym roku Grayscale uruchomił fundusz GBTC, który posiada pełną ekspozycję na bitcoina. W ciągu 8 lat od startu fundusz GBTC zgromadził ponad 38 mld dolarów od inwestorów fizycznych, jak i instytucjonalnych. W roku 2020, wraz ze znacznym wzrostem ceny bitcoina, również firmy prowadzące inną działalność zaczęły zamieniać część swoich rezerw gotówkowych na bitcoiny. Tesla Inc., producent samochodów elektrycznych, w styczniu 2021 roku kupił bitcoiny o wartości 1,5 mld USD, a kilka miesięcy później zaczął również przyjmować płatności w BTC za swoje samochody. Z kolei Kanada w lutym 2021 roku zatwierdziła pierwszy na świecie fundusz ETF inwestujący w BTC. W marcu 2021 roku, fundusz emerytalny z Nowej Zelandii KiwiSaver, zainwestował 5% swoich środków w BTC.

## Bitcoin w handlu detalicznym

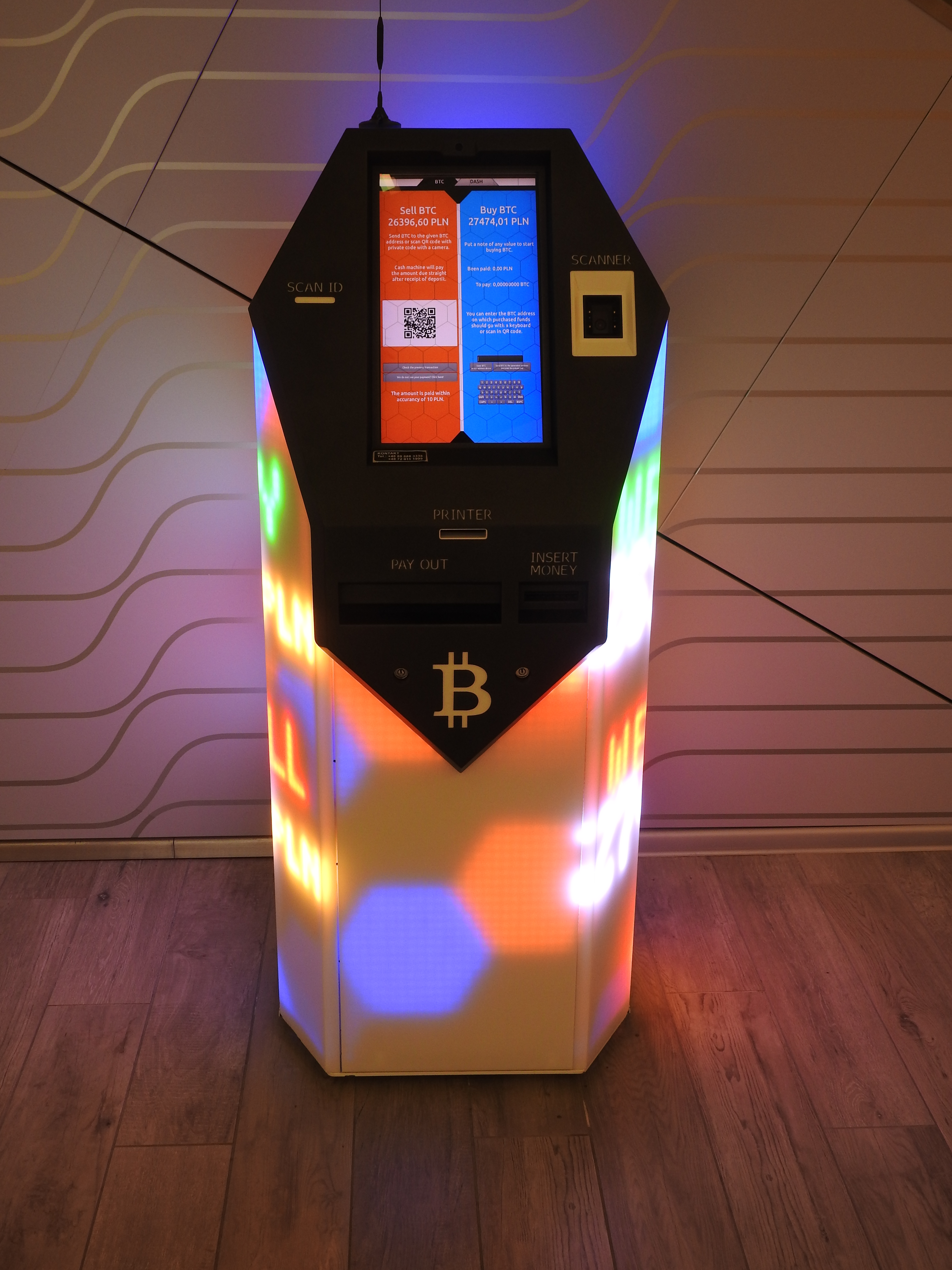
Bankomat bitcoin, wyprodukowany w Polsce działający w Bydgoszczy w galerii Zielone Arkady

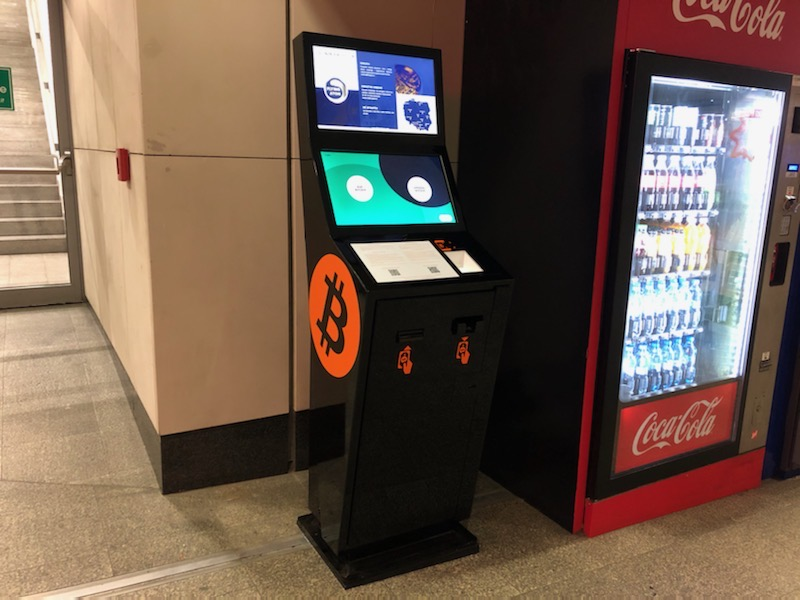
Inny typ bitomatu (bankomatu bitcoin) działający w Galerii Krakowskiej w Krakowie

Waluta, mimo że istnieje tylko w Internecie, jest używana jako środek płatniczy. W wielu państwach istnieje możliwość płatności za usługi lub dobra tą walutą, nawet przy zakupie drobnych rzeczy. W Polsce bitcoinami można płacić m.in. w bydgoskiej kawiarni, gdzie transakcja odbywa się za pomocą zeskanowania kodu QR przez smartfon. Jednocześnie płacący nie musi być posiadaczem takiej waluty, a z jego konta zostanie pobrana kwota według kursu w PLN. W roku 2013 w Kanadzie ruszył pierwszy bankomat na bitcoiny. Za jego pomocą można wymienić gotówkę na bitcoiny lub sprzedać bitcoiny i wypłacić dolary kanadyjskie. We wrześniu 2014 r. PayPal zapowiedział obsługę płatności w wirtualnej walucie bitcoin. W marcu 2021 roku Elon Musk ogłosił, że za samochody marki Tesla będzie można zapłacić Bitcoinem.
W dniu 8 listopada 2022r. miał miejsce duży spadek kursu kryptowaluty (do 18 000 USD), spowodowane to było kryzysem płynnościowym na czwartej największej giełdzie krypto – FTX. Załamanie tej giełdy spowodowało niepewność na rynku i dalsze spadki ceny Bitcoina. 

## Status prawny oraz regulacje
Określenie statusu prawnego bitcoina wywołuje ogromne kontrowersje na całym świecie. W większości krajów BTC jest albo nieregulowany albo dozwolony. Tylko kilka jurysdykcji zdecydowało się na wprowadzenie pewnych ograniczeń lub całkowity zakaz obrotu.
Zdaniem Europejskiego Banku Centralnego regulacje prawne dotyczące tradycyjnego sektora finansowego nie przenoszą się na bitmonetę – nie może być definiowany jako standardowa waluta. Większość regulacji związanych z walutami wirtualnymi dotyczy głównie prawa podatkowego, rozliczania przychodów i zysków związanych z wydobyciem, inwestowaniem w bitcoiny lub działalnością gospodarczą, która na nich się opiera.
Zgodnie z wyrokiem Trybunału Sprawiedliwości w sprawie C-264/14 wymiana walut tradycyjnych na bitmonety jest zwolniona z podatku VAT.

### Brazylia
Senat Brazylii uważa, że bitcoin nie wymaga regulacji prawnych.

### Chiny
W maju 2021 roku chiński rząd ogłosił, że wszystkie transakcje związane z kryptowalutami są nielegalne. Zaskakujące jest to, że stanowisko chińskiego rządu nie wpłynęło w żaden sposób na przemysł kopania Bitcoina.

### Czechy
Czechy nie regulują kryptowaluty przez specjalne prawo.

### Finlandia
W Finlandii podczas wymieniania pieniędzy na bitmonety (w drugą stronę też) należy zapłacić podatek. Podczas płacenia za towary bitcoin jest uznawany za normalną walutę.

### Niemcy
Niemcy uważają bitcoin za legalną walutę, którą można stosować w transakcjach prywatnych.

### Polska

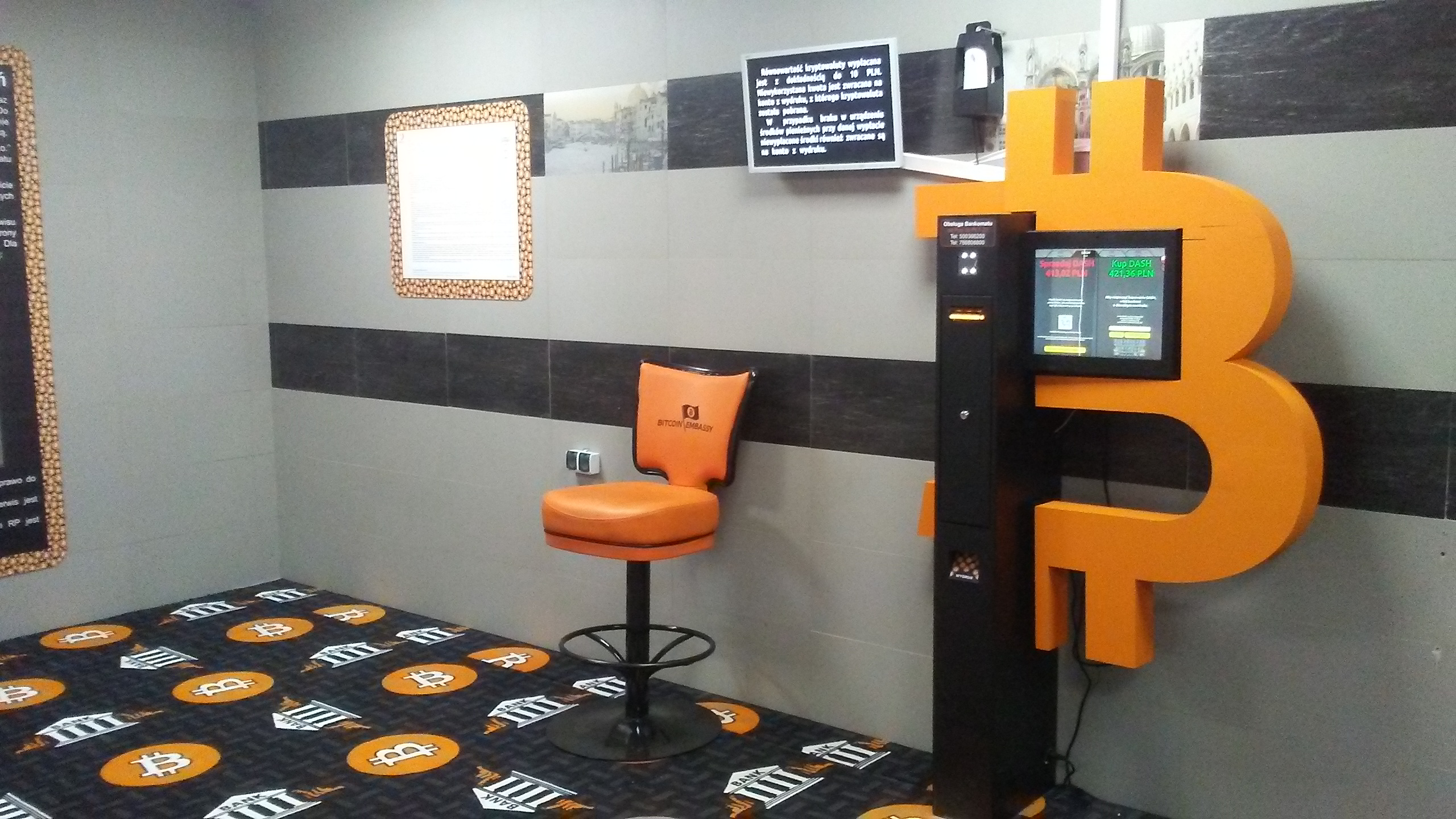
Naziemny punkt sprzedaży kryptowaluty (Tomaszów Mazowiecki)

W Polsce wydobywanie oraz obrót bitcoinem, zdaniem Ministerstwa Finansów, nie narusza prawa, jednak odmawia mu ono statusu waluty lub jakiegokolwiek innego instrumentu finansowego (w tym jednostki pieniężnej, instrumentu rynku pieniężnego, papieru wartościowego, elektronicznego instrumentu płatniczego) w sensie ustawy o obrocie instrumentami finansowymi oraz ustawy o elektronicznych instrumentach płatniczych. Sprzedaż bitcoinów zgodnie z ustawą o podatku dochodowym od osób fizycznych należy jednak zakwalifikować jako przychód, powstały przy zbyciu praw majątkowych (przychody do końca 2018 roku), a przychody uzyskiwane od 2019 roku – jako przychody z kapitałów pieniężnych.
Zakup towarów i usług za bitcoin nie może korzystać ze zwolnienia z podatku przewidzianego dla usług finansowych, może więc powodować powstanie obowiązku zapłaty podatku VAT. Wówczas zakup towaru za pomocą bitcoinów powodowałby podwójne opodatkowanie VAT.
Natomiast wyrokiem Trybunału Sprawiedliwości UE z dnia 22 października 2015 r. w sprawie Hedqvist C-264/14, zakup i sprzedaż bitcoin (a domyślnie wszystkich walut wirtualnych) albo są zwolnione albo nie podlegają podatkowi VAT tak jak prawny środek płatniczy.
Komisja Nadzoru Finansowego wystosowała 6 czerwca 2018 r. komunikat z którego wynika że obrót kryptowalutami jest legalny a niektóre giełdy kryptowalut powinny stosować się do regulacji rynku finansowego tradycyjnego. 23 stycznia 2019 Komisja Nadzoru Finansowego opublikowała zaktualizowany rejestr „małych firm płatniczych”. Na liście znalazła się spółka Bitclude sp. z.o.o., będąca pierwszą spółką handlująca kryptowalutami na liście.

### Republika Środkowoafrykańska
W 2022 r. Republika Środkowoafrykańska jako drugi kraj na świecie, a pierwszy w Afryce przyjął bitcoina jako środek płatniczy. Dotychczas jedyną walutą w kraju był frank CFA.

### Salwador
W 2021 r. Salwador jako pierwszy kraj na świecie przyjął bitcoina jako środek płatniczy. Dotychczas jedyną walutą w kraju był dolar amerykański.

### Słowacja
Przygotowuje podatek od zysku.

### Szwajcaria
Bitcoin jest tu traktowany jak zwyczajna waluta. Można nim opłacać podatki, na przykład w miastach Zug i Chiasso w kantonie Ticino.

### Wenezuela
W Wenezueli posiadanie bitcoinów oraz ich wydobywanie jest nielegalne z powodu wysokiej inflacji boliwarów.